# Elthusa raynaudii
Elthusa raynaudii là một loài chân đều trong họ Cymothoidae. Loài này được H. Milne Edwards miêu tả khoa học năm 1840.